# Исландия на Европейских играх 2015
Исландия на I Европейских играх, которые прошли в июне 2015 года в столице Азербайджана, в городе Баку, была представлена 19 спортсменами в 9 видах спорта..

## Результаты

### Карате
Соревнования по карате проходили в Бакинском кристальном зале. В каждой весовой категории принимали участие по 8 спортсменов, разделённых на 2 группы. Из каждой группы в полуфинал выходили по 2 спортсмена, которые по системе плей-офф разыгрывали медали Европейских игр.
Женщины
| Соревнование | Спортсмены            | Групповой этап            | Групповой этап             | Групповой этап             | Групповой этап | 1/2 финала           | Финал                | Итоговое место       |
| Соревнование | Спортсмены            | 1 поединок                | 2 поединок                 | 3 поединок                 | Место          | 1/2 финала           | Финал                | Итоговое место       |
| ------------ | --------------------- | ------------------------- | -------------------------- | -------------------------- | -------------- | -------------------- | -------------------- | -------------------- |
| До 68 кг     | Тельма Фриманнсдоттир | Группа B                  | Группа B                   | Группа B                   | Группа B       | Завершил выступление | Завершил выступление | Завершил выступление |
| До 68 кг     | Тельма Фриманнсдоттир | Элена Квиричи (SUI) П 0:9 | Марина Ракович (MNE) П 0:2 | Хафса Буруджу (TUR) П 1:10 | 4              | Завершил выступление | Завершил выступление | Завершил выступление |